# David Hart Smith
Harry Smith (* 2. August 1985 in Calgary, Alberta), besser bekannt unter dem Ringnamen David Hart Smith, ist ein kanadischer Wrestler.
Harry Smith ist der Sohn des verstorbenen Davey Boy Smith, der als British Bulldog ebenfalls im Wrestling aktiv war.

## Karriere

### Anfänge
Smith begann im Alter von acht Jahren mit dem Wrestling. Zur damaligen Zeit wurde er von seinem Vater, Davey Boy Smith, und seinem Onkel, Bruce Hart, trainiert.
Im Mai 2002 bildete er mit seinem Vater ein Team. Kurz danach starb dieser. Im Sommer 2004 wurde ihm ein Vertrag von der WWE angeboten, er beschloss jedoch zunächst das College zu besuchen. Noch im selben Jahr bildete er mit TJ Wilson die „Stampede Bulldogs“, in Anlehnung an die „British Bulldogs“, das Team, in dem Smith’s Vater tätig war.
Wenig später gründete er mit Wilson, Jack Evans und Teddy Hart die Hart Foundation Version 2.0.

### New Japan Pro Wrestling
Im Januar 2005 absolvierte Smith eine fünf Wochen lange Tour in Japan, wo er für New Japan Pro-Wrestling tätig war. In Japan war er nun unter seinem Ringnamen Black Assassin bekannt. Während der Tour erlitt Smith einen Handbruch. Später bestritt er Dark Matches bei WWE, dann tourte er erneut durch Japan. Im Oktober 2005 kehrte er zu Stampede Wrestling zurück. Hier durfte er ein Match für die vakante North American Heavyweight Championship bestreiten, verlor allerdings gegen TJ Wilson.

### WWE
Am 1. April 2006 nahm Smith mit zahlreichen Verwandten an der Einführung von Bret Hart in die WWE Hall of Fame teil. Hier traf er sich mit Führungskräften der WWE und unterschrieb einen Vertrag bei der WWE. Dort bestritt er zunächst Dark Matches, wo er unter anderem gegen Mike Knox oder Randy Orton im Ring stand.

#### Entwicklungsbereich der WWE
Smith debütierte in Ohio Valley Wrestling, wo er ein Tag Team Match mit Kofi Kingston gewinnen durfte. Später wechselte er zu Deep South Wrestling, wo er die „Stampede Bulldogs“ mit TJ Wilson reformierte. Nachdem die WWE sich von DSW trennte, wechselte Smith zu Florida Championship Wrestling. Hier durfte er eine 21-Mann Battle Royal gewinnen. Dadurch wurde Smith der erste FCW Southern Heavyweight Champion. Später gründete er mit seinem Cousin Teddy Hart und Nattie Neidhart die Next Generation Hart Foundation.
Sie bestritten ihr erstes Match gegen Mike Kruel, Vladimir Kozlov und Melina Roucka. Dieses durften sie allerdings nicht gewinnen. Dann kehrte Smith zurück nach FCW, wo er die Hart Foundation 2.0 gründete. Das Team bestand aus TJ Wilson, Teddy Hart, und Ted DiBiase, Jr.

#### The Hart Dynasty

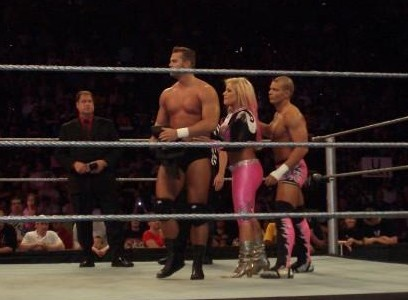
David Hart Smith (links), Natalya (Mitte) und Kidd (rechts) als The Hart Dynasty

Anschließend folgte sein Debüt im WWE-TV am 22. Oktober 2007 bei RAW. Nachdem Smith kurz darauf suspendiert wurde, folgten vor allem Auftritte in der B-Show von RAW, WWE Heat. Bei der WWE Supplemental Draft am 25. Juni 2008 wechselte er zu SmackDown, jedoch wurde er zurück zu FCW geschickt.
Am 15. April 2009 wechselte Smith bei der Draft zur ECW, wo er am 12. Mai 2009 in einer Ausgabe als David Hart Smith Finlay attackierte und so Tyson Kidd zum Sieg verhalf. Somit wurde zusammen mit Natalya die Hart Dynasty ins Leben gerufen. Kurz nach der Gründung wechselte das Team zu SmackDown. Bei WWE Extreme Rules am 25. April 2010 verdienten sie sich ein Titelmatch für die WWE Tag Team Championship. Am Tag darauf gewannen sie von The Miz und Big Show die Titel. Einen weiteren Tag später wurde das Team im Rahmen des WWE Drafts nach RAW gelost. Die WWE Tag Team Championship verloren Smith & Kidd am 19. September 2010 bei Night of Champions an Cody Rhodes und Drew McIntyre. Nach dem Titelverlust löste sich das Stable wenig später auf. Am 5. August 2011 wurde Smith aus seinem Vertrag entlassen.

### Rückkehr in den Independent-Bereich und erste Erfolge in Japan
Aktuell ist Smith bei einem Projekt der Wrestling-Promotion TNA, namens Ring Ka King in Indien aktiv, genauso wie in der Independent-Szene und Japan. Bei New Japan Pro Wrestling durfte er zusammen mit dem ebenfalls ehemaligen WWE-Wrestler Lance Archer am 8. Oktober 2012 die IWGP Tag Team Championship gewinnen, wo sie TenKoji besiegten. Am 3. Mai 2013 mussten sie jedoch die Titel wieder an diese abgeben.

## Titel und Erfolge
- Florida Championship Wrestling
  - 1× FCW Florida Tag Team Championship – mit TJ Wilson
  - 1× FCW Southern Heavyweight Championship

- New Japan Pro-Wrestling
  - 2× IWGP Tag Team Champion – mit Lance Archer

- Prairie Wrestling Alliance
  - 1× PWA Tag Team Championship – mit TJ Wilson

- Ring Ka King
  - 1× Ring Ka King Tag Team Champion (mit Chavo Guerrero)

- Stampede Wrestling
  - 2× Stampede International Tag Team Championship – mit Apocalypse 1× und Kirk Melnick 1×
  - 1× Stampede North American Heavyweight Championship

- WWE
  - 1× WWE World Tag Team Championship – mit Tyson Kidd
  - 1× WWE Tag Team Championship – mit Tyson Kidd

- AWA Pinnacle Wrestling
  - 1× AWA Pinnacle Heavyweight Championship